# Hoge dravik
Hoge dravik of stijve dravik (Anisantha diandra), synoniem: Bromus diandrus) is een eenjarige plant uit de grassenfamilie (Poaceae). De plant komt van nature voor in Zuid- en Zuidwest-Europa en Noord-Afrika en is van daaruit verder verspreidt naar Zuid-Afrika, Noord-, Midden- en Zuid-Amerika, Australië en Nieuw-Zeeland. In Nederland is de soort ingeburgerd. Het aantal chromosomen is 2n = 56.
De plant wordt 20-70 cm hoog en heeft rechtopstaande stengels. De behaarde, ruwe bladeren zijn 10-20 cm lang en 5-12 mm breed en hebben een 2-3 mm lang, wit vliezig, behaard tongetje. De onderste bladscheden zijn ruw behaard met verspreid staande haren.
Hoge dravik bloeit in mei en juni met een 13-25 cm lange, iets dichte tot vrij open, rechtopstaande of aan de top iets doorbuigende pluim. De zijtakken zijn 1-7 cm lang. De halm is meestal onder de pluim behaard. De aartjes zijn 3 tot 7 cm lang en bestaan uit 4-11, groene of groenpaarse bloemen. Het lemma van de onderste 2 bloemen is 20-35 mm lang, heeft 7 nerven en een vliezige rand. De kafnaalden zijn 3-6 cm lang. De kelkkafjes zijn zeer ruw. Het onderste kelkkafje is 15-25 mm lang en heeft 1-3 nerven. Het bovenste kelkkafje is 20-35 mm lang en heeft 3-5 nerven. De helmknoppen zijn 0,5-1 mm lang.
De vrucht is een graanvrucht met kleine weerhaakachtige, naar achteren gerichte haartjes, waardoor deze makkelijk door dieren verspreid kan worden.
Hoge dravik komt voor op open, vrij droge plaatsen met zand of grind en op muren en in bermen.

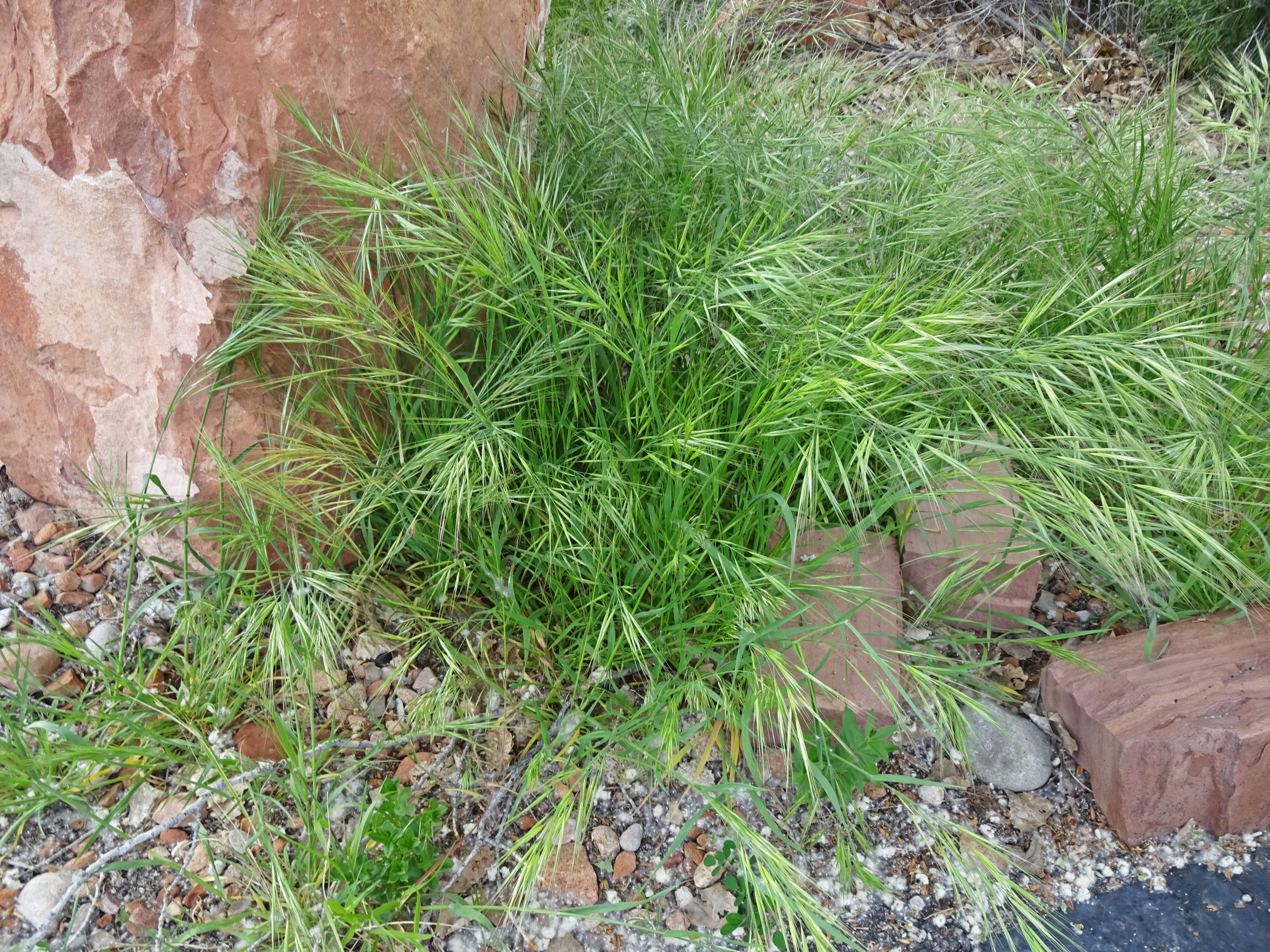
Plant
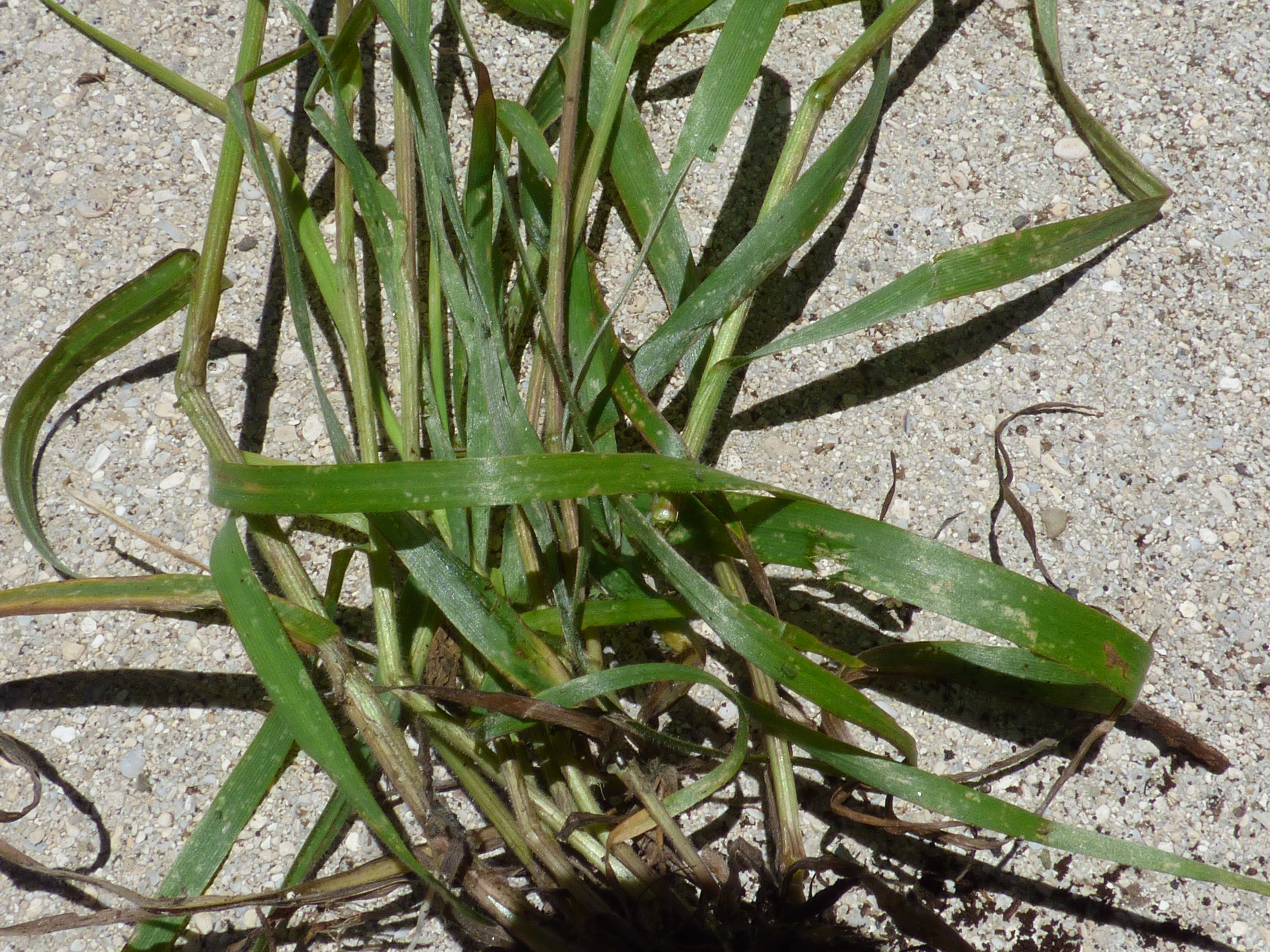
Plant
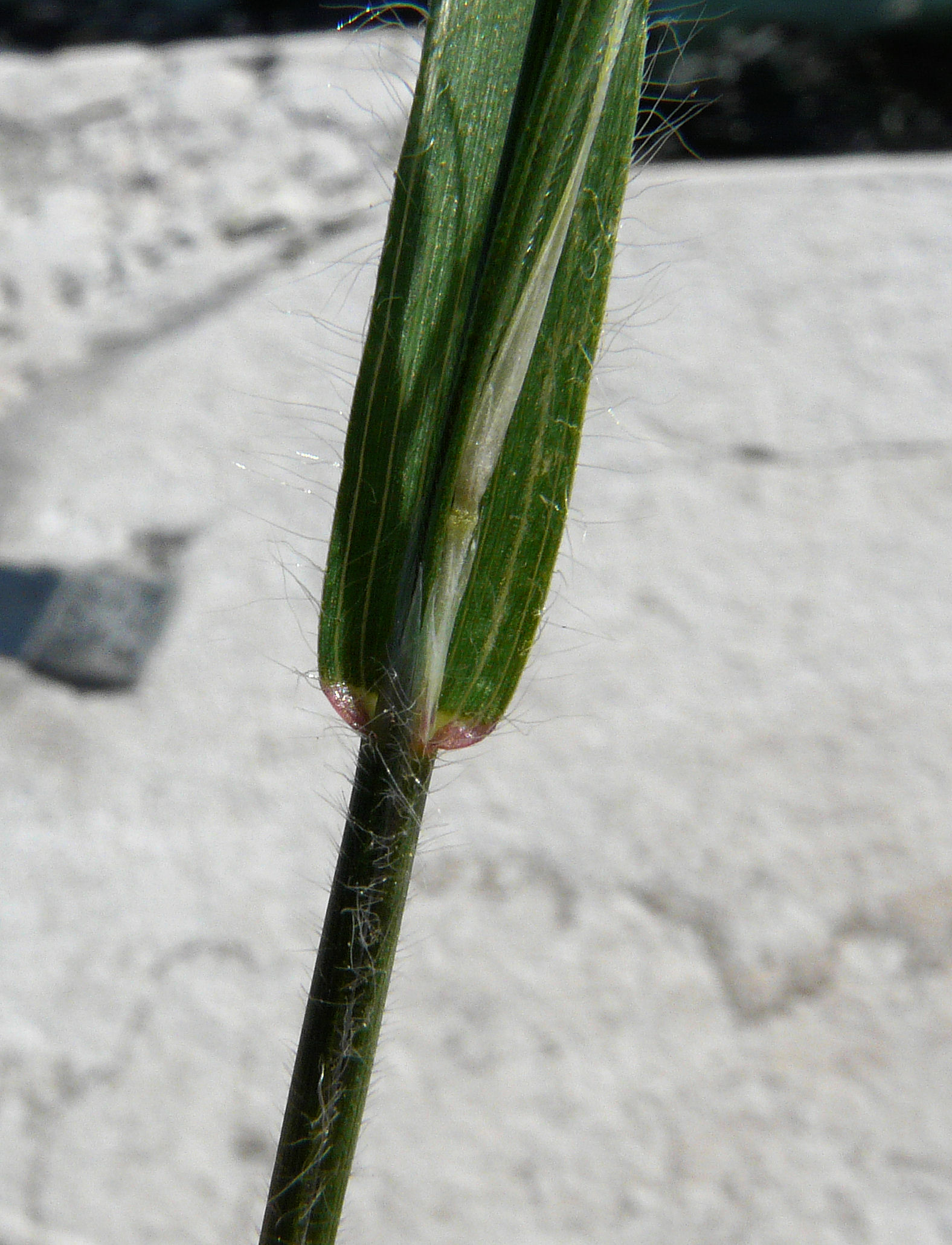
Tongetje
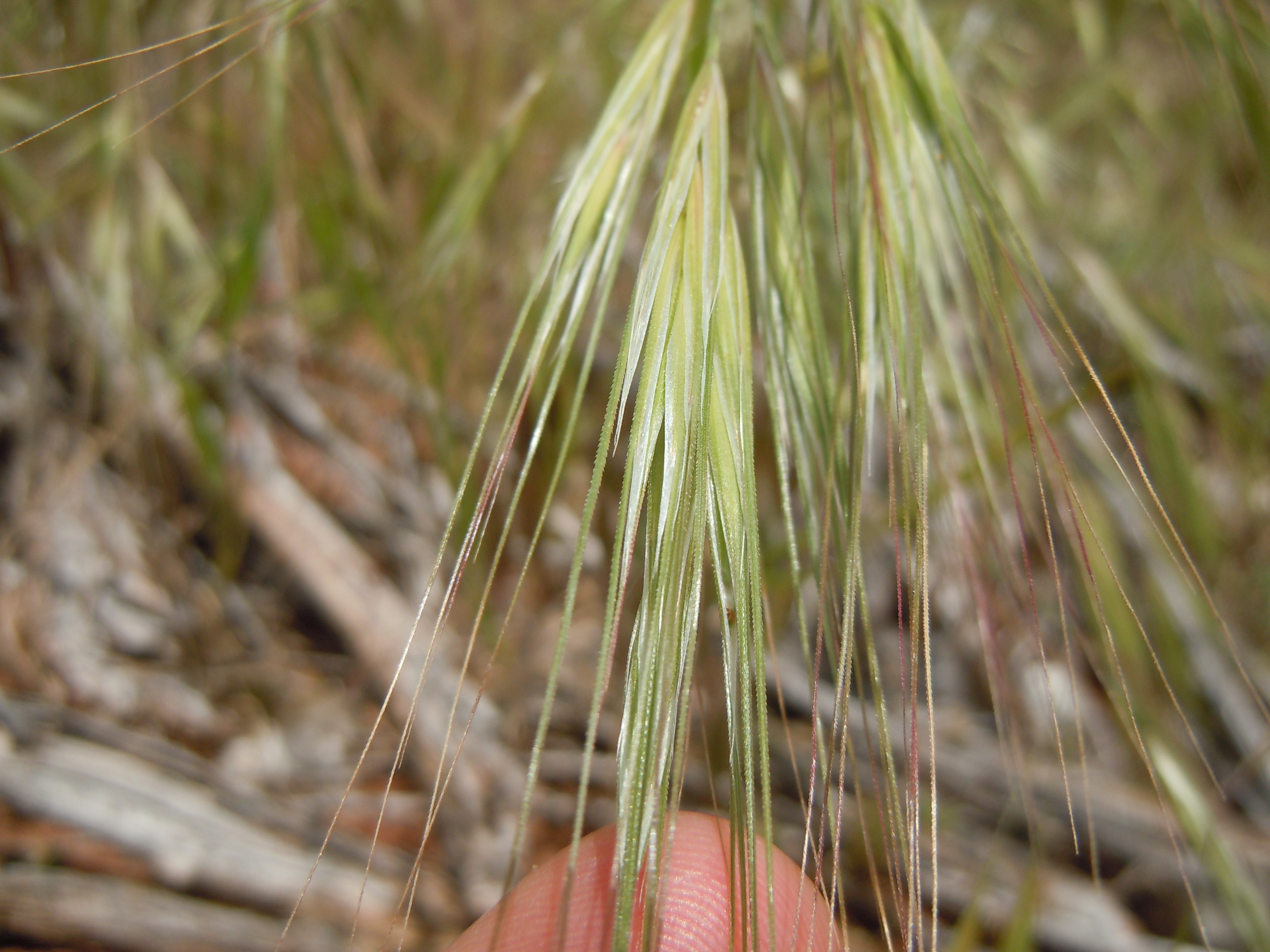
Aartjes
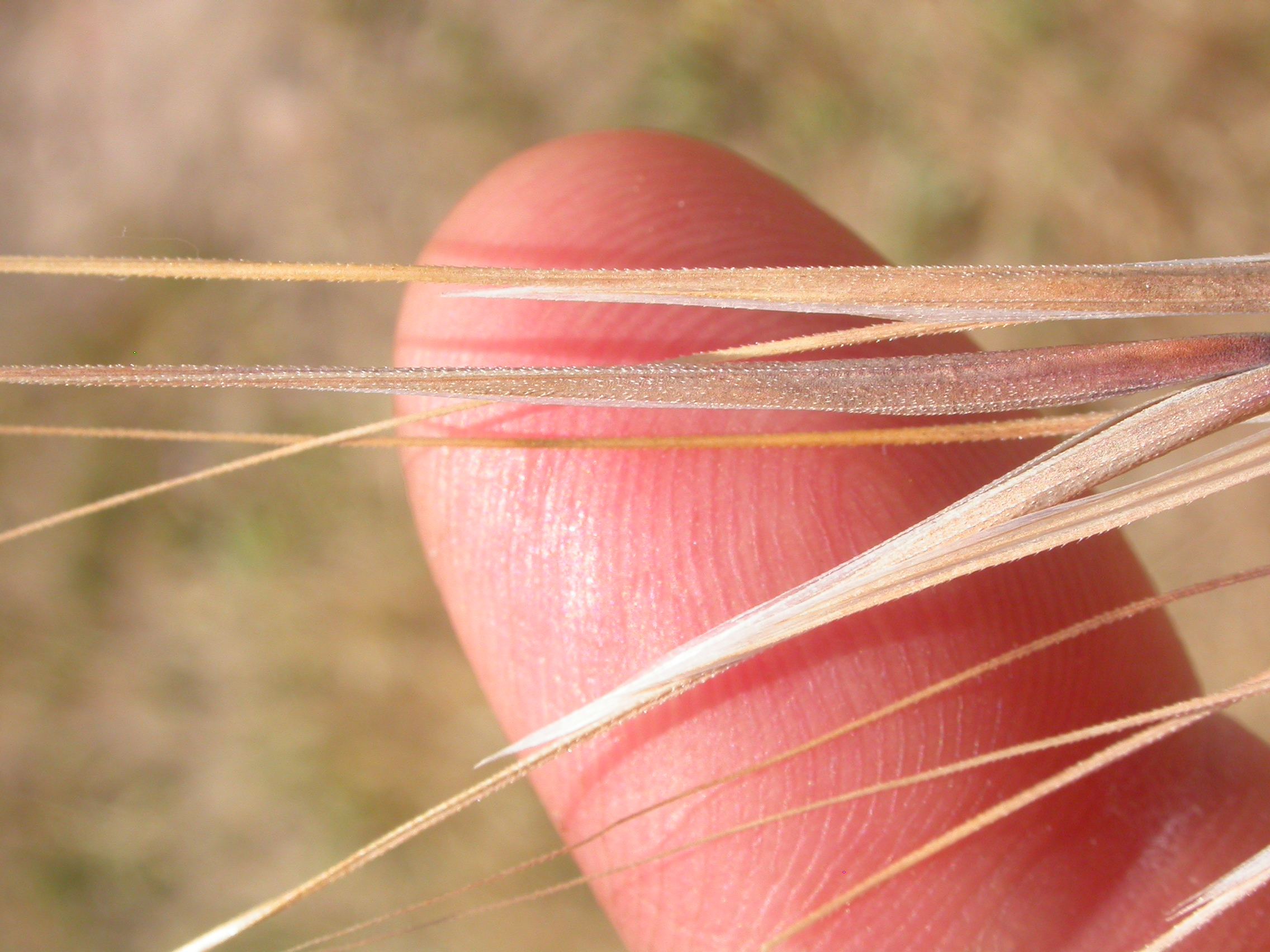
Aartje
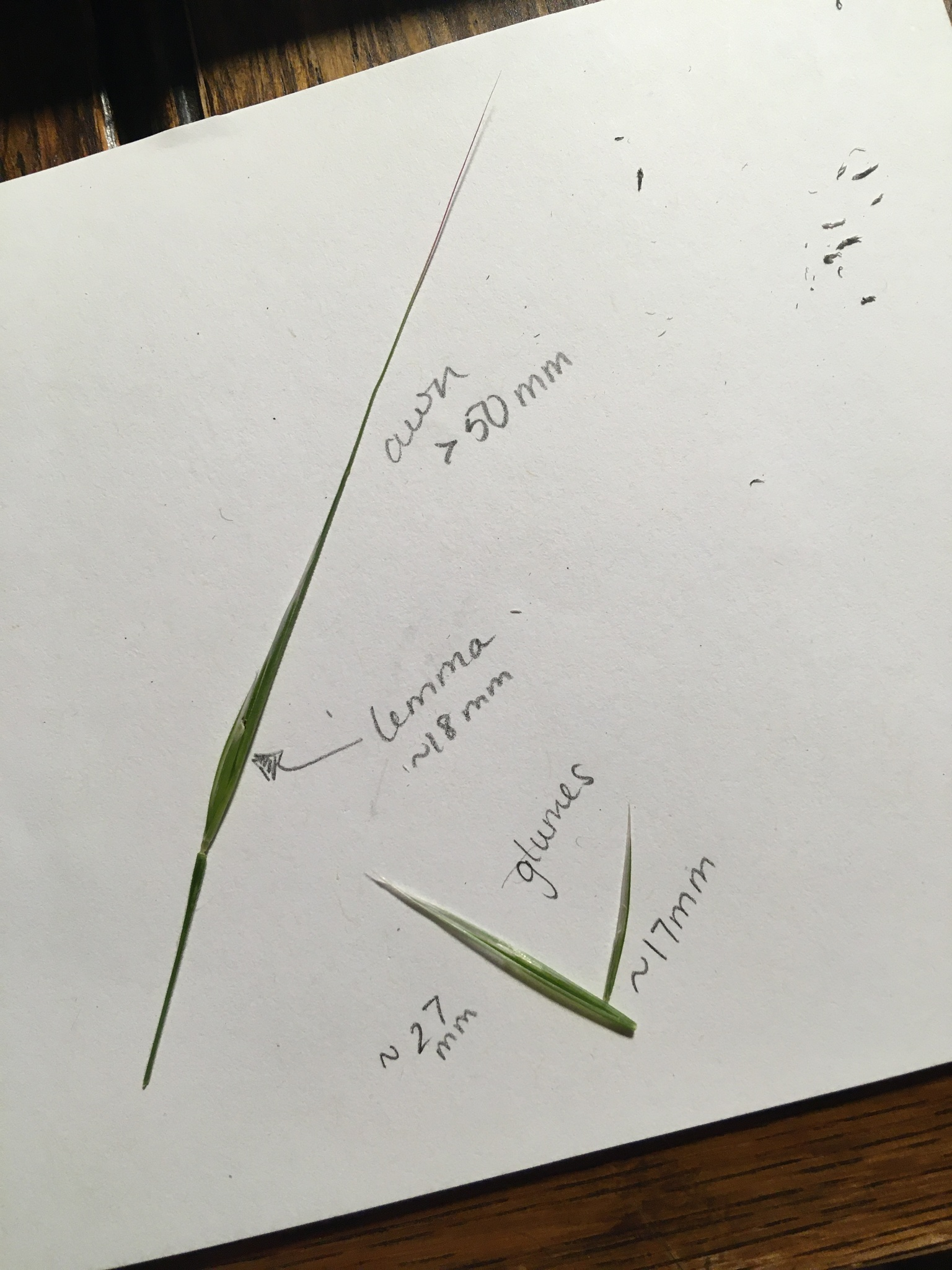
Lemma en kelkkafjes (glumes)